# 夏威夷骨鰃
夏威夷骨鰃為輻鰭魚綱金眼鯛目金鱗魚亞目金鱗魚科的其中一種，分布於中東太平洋的夏威夷群島及大溪地島海域，棲息深度320-400公尺，體長可達19.2公分。

## 擴展閱讀
維基物種上的相關：夏威夷骨鰃